# Prisonniers des flammes
Prisonniers des flammes (Das Inferno – Flammen über Berlin) est un téléfilm allemand de Rainer Matsutani, diffusé en 2007 en Allemagne et en France le 2 août 2016 sur M6.

## Synopsis

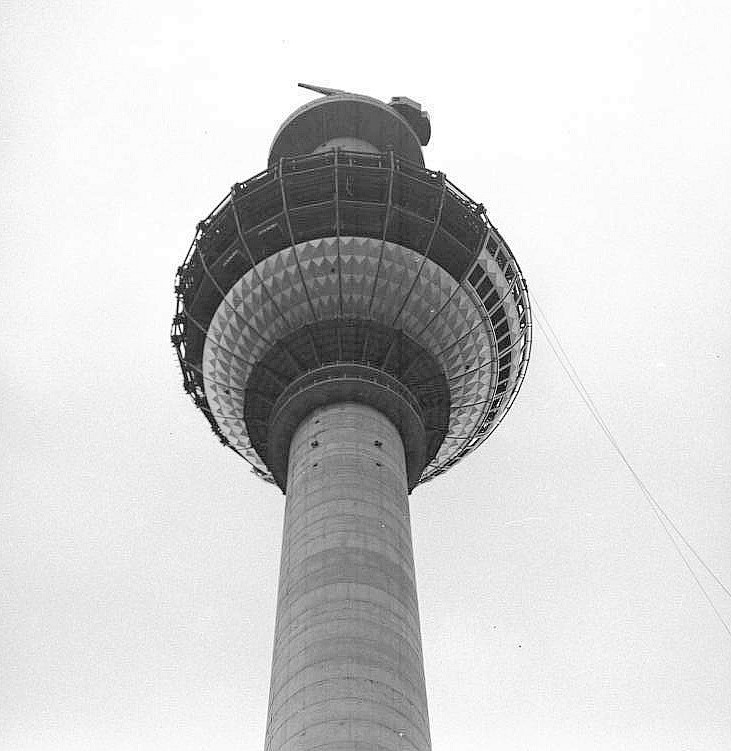

Une explosion a lieu à la Fernsehturm de Berlin et un groupe de personnes avec un faux et un vrai pompier se retrouve coincé dans la sphère.

## Distribution
- Stephan Luca (VF : Éric Aubrahn) : Tom
- Silke Bodenbender (VF : Pascale Chemin) : Katja Strasser
- Klaus J. Behrendt (VF : Luc Bernard) : Horst Strasser
- Christian Kahrmann : Henning
- Antanas Surgailis : Jürgen Beeks
- Thomas Darchinger (de) : Ralph Degenhardt
- Wolfram Teufel (de) : Katjas Chef
- Tim Wilde (de) (VF : Jean Roche) : Rabe
- Niels Bruno Schmidt (de) : Zachy
- Sabine Wolf : Gila
- Sophie Bristell : Francine
- Klaus Schreiber (de) : Rüdiger

Version française sur RS Doublage